# Leptanilla palauensis
Leptanilla palauensis is een mierensoort uit de onderfamilie van de Leptanillinae. De wetenschappelijke naam van de soort is voor het eerst geldig gepubliceerd in 1953 door Smith, M.R..